# (31040) 1996 JW8
1996 جاي دابليو 8 (ويعرف أيضًا باسم (31040) 1996 جاي دابليو 8 وفق تسمية الكوكب الصغير) (بالإنجليزية: 1996 JW8)‏؛ هو كويكب ضمن حزام الكويكبات.
اكتُشف هذا الجُرم الفلكي بواسطة سبيس واتش في 12 مايو 1996، وترتيبه 31040 من حيث الاكتشاف.

## الوصف
اكتُشف 310401996JW في 12 مايو 1996 في مرصد قمة كت الوطني، الواقع في صحراء سونورا، أريزونا في الولايات المتحدة، بواسطة مشروع سبايس واتش (مشاهد السماء) التابع لجامعة أريزونا. وقد رصد المشروع 1,174 مشاهدة للكويكب إلى غاية 3 فبراير 2022 بتوقيت منطقة المحيط الهادئ، أي في مدة قدرها 10,848 يومًا (29.7 عام). تستغرق الفترة المدارية للكويكب 1,380 يومًا (3.8 عام).

## الخصائص المدارية
يتميز مدار هذا الكويكب بنصف محور رئيسي يبلغ 2.43 وحدة فلكية، وحضيض قدره 2.15 وحدة فلكية، وانحراف قدره 0.114 وزاوية ميلان 6.79 درجة بالنسبة لمسار الشمس. بسبب هذه الخصائص، أي نصف المحور الرئيسي بين 2 و3.2 وحدة فلكية وحضيض أكبر من 1,666 وحدة فلكية، يُصنف هذا الجُرم الفلكي وفقًا لقاعدة بيانات مختبر الدفع النفاث لأجرام النظام الشمسي الصغيرة كائنًا من حزام الكويكبات الرئيسي.

## وصلات خارجية
- (31040) 1996 JW8 في قاعدة بيانات مختبر الدفع النفاث لأجرام النظام الشمسي الصغيرة

- الاكتشاف · مخطط المدار ·  العناصر المدارية · المعلمات المادية

- (31040) 1996 JW8 على موقع ويكي سكاي: DSS2, SDSS, GALEX, IRAS, Hydrogen α, X-Ray, Astrophoto, Sky Map, Articles and images